# Miri Regev
Miriam „Miri“ Regev (hebrejsky מרים „מירי” רגב‎, * 26. května 1965 Kirjat Gat) je izraelská politička, poslankyně Knesetu za stranu Likud a bývalá důstojnice Izraelských obranných sil, která dosáhla hodnosti generálmajora. Byla ministryní kultury a sportu v izraelské vládě; v následující vládě obdržela funkci ministryně dopravy.

## Biografie
Narodila se v roce 1965 ve městě Kirjat Gat. V roce 1983 vstoupila do přípravného vojenského kurzu Gadna, kde se stala velitelkou roty, jíž byla až do roku 1986. Poté působila jako zástupce mluvčího armády při Jižním velitelství. Dále pokračovala v budování armádní kariéry v oblasti public relations a v roce 2002 byla povýšena na zástupkyni mluvčího IOS. V roce 2003 byla jmenována koordinátorkou národních PR snah při úřadu izraelského premiéra v souvislosti s plánovanou koaliční válkou v Iráku. Po krátkém působení (2004–2005) v pozici vrchního cenzora tisku a médií byla v roce 2005 povýšena do hodnosti brigádní generálky a stala se mluvčí izraelské armády.
Během jejího působení v této funkci se Izrael v roce 2005 stáhl z Pásma Gazy a o rok později se zapojil do druhé libanonské války. V roce 2007 ji ve funkci nahradil Avi Benajahu.
V listopadu 2008 vstoupila do strany Likud a o rok později za stranu kandidovala v parlamentních volbách z 27. místa kandidátní listiny. Likud ve volbách nakonec získal právě 27 poslaneckých mandátů a Miri Regev se stala poslankyní 18. Knesetu.
V červnu 2010 při jednání Knesetu narušila projev izraelskoarabské poslankyně Hanín Zuabí za stranu Balad, která kritizovala vládu za vojenský zásah proti flotile lodí plující do Pásma Gazy. Zároveň ji obvinila z dvojího zločinu, a to „přidání se k teroristům a morálního zločinu vůči Státu Izrael,“ načež na poslankyni vykřikla arabsky „vrať se do Gazy, zrádkyně.“
Poslanecký mandát obhájila rovněž ve volbách v roce 2013 a volbách v roce 2015. Od května 2015 zastává ve čtvrté Netanjahuově vládě post ministryně kultury a sportu.
Je vdaná a má tři děti.